# Auburn (Indiana)
Auburn ist eine City in und der Verwaltungssitz des DeKalb County im US-Bundesstaat Indiana. Die Einwohnerzahl beträgt 13.484 (Stand 2019).

## Geschichte
Der Standort von Auburn am Cedar Creek wurde von Wesley Park und John Badlam Howe an der Kreuzung zweier wichtiger Wege, der Goshen-Defiance Road und der Coldwater Road, festgelegt. Der Name für die Gemeinde stammt wahrscheinlich aus dem Gedicht The Deserted Village von Oliver Goldsmith, das mit „Sweet Auburn! Loveliest village of the plain“ beginnt. Der Grundriss des Dorfes Auburn ist auf den 21. April 1836 datiert.
Ein Postamt wurde 1839 eingerichtet. 1841 wütete die Malaria in der Stadt, und 1843 richtete ein Sturm Verwüstungen an Hütten und Ernten an. Die Church of God wurde 1846 von den Presbyterianern erbaut. Das Dorf Auburn wurde 1849 gegründet, in Bezirke eingeteilt und von einem Stadtrat und einem Constable regiert. Am Ende des amerikanischen Bürgerkriegs zählte die Siedlung über 700 Einwohner. 1898 wurde in Auburn ein Wasser- und Lichtwerk errichtet. Die Statusänderung zur City of Auburn am 26. März 1900 erfolgte nach einer Volksabstimmung.
Die 1900 gegründete Auburn Automobile Company produzierte 1903 ihr erstes Automobil. William Wrigley, Jr. und Errett Lobban Cord kontrollierten Anteile an der Firma, die schließlich Duesenberg, Lexington und Lycoming Engines erwarb und die Cord Corporation gründete. Das Unternehmen scheiterte im August 1937.

## Demografie
Nach einer Schätzung von 2019 leben in Auburn 13.484 Menschen. Die Bevölkerung teilt sich im selben Jahr auf in 98,2 % Weiße, 0,8 % Afroamerikaner, 0,1 % Asiaten und 1,0 % mit zwei oder mehr Ethnizitäten. Hispanics oder Latinos aller Ethnien machten 1,6 % der Bevölkerung aus. Das mittlere Haushaltseinkommen lag bei 50.180 US-Dollar und die Armutsquote bei 12,3 %.

## Galerie

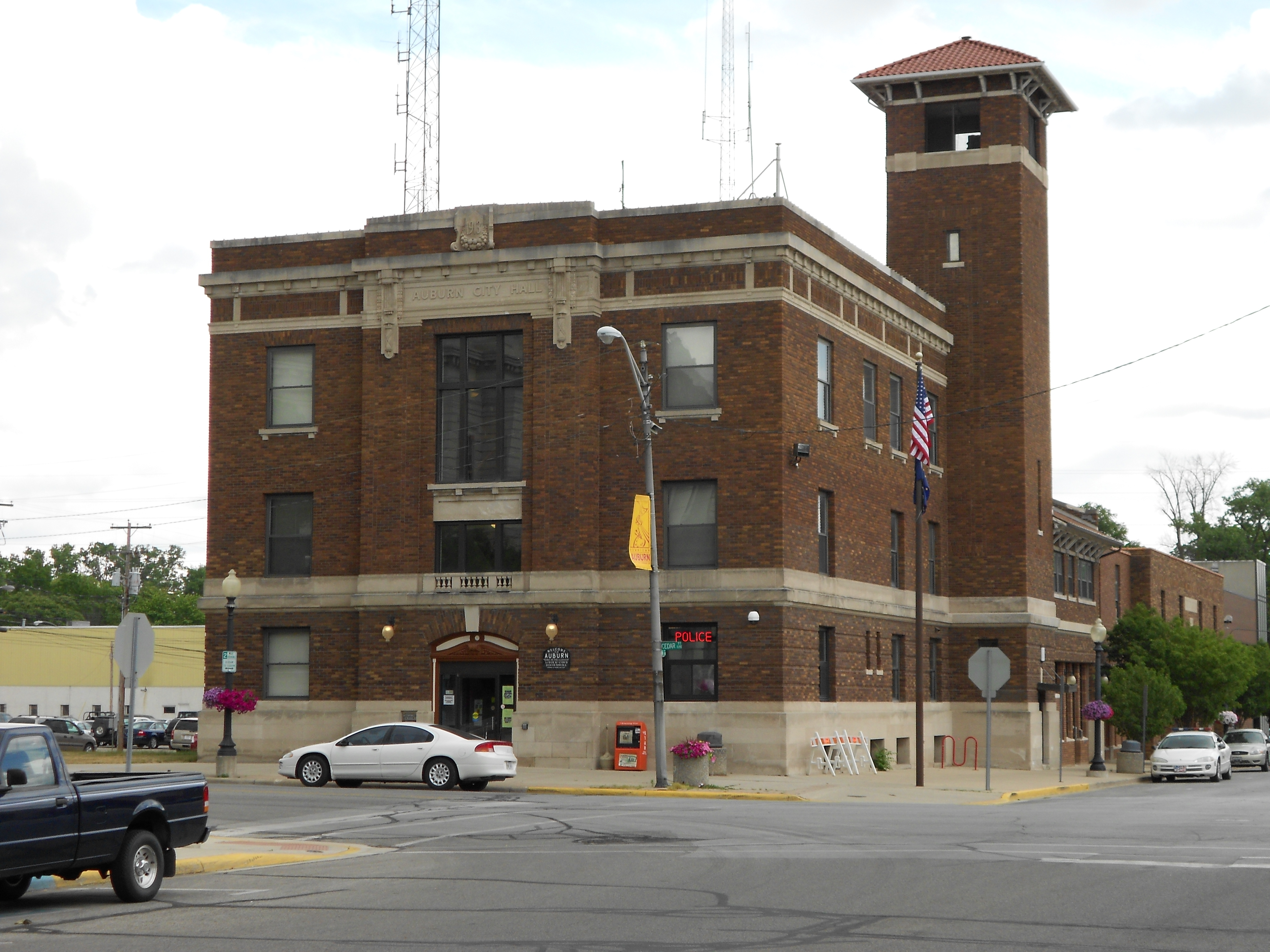
Auburn City Hall
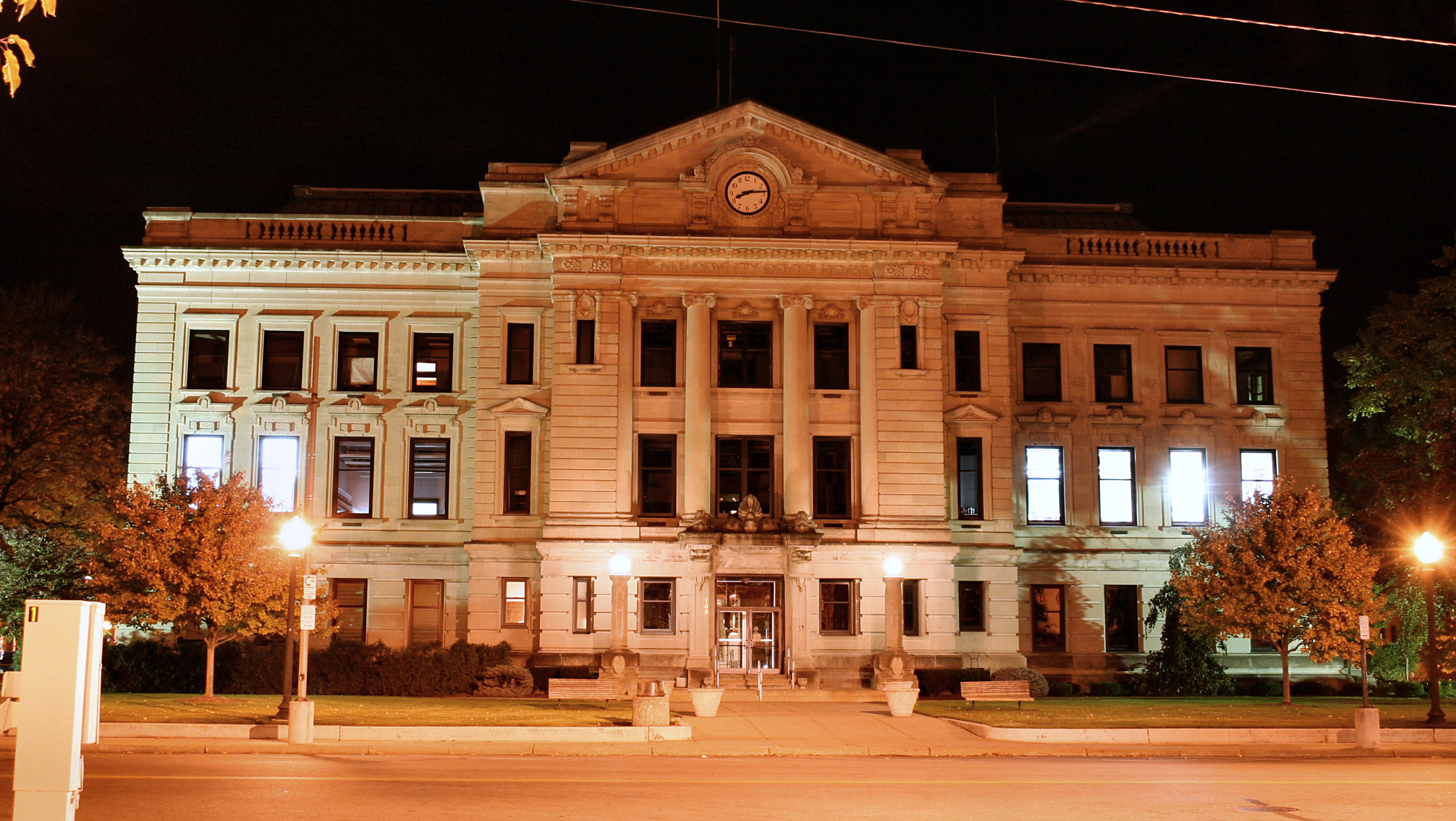
DeKalb County Courthouse
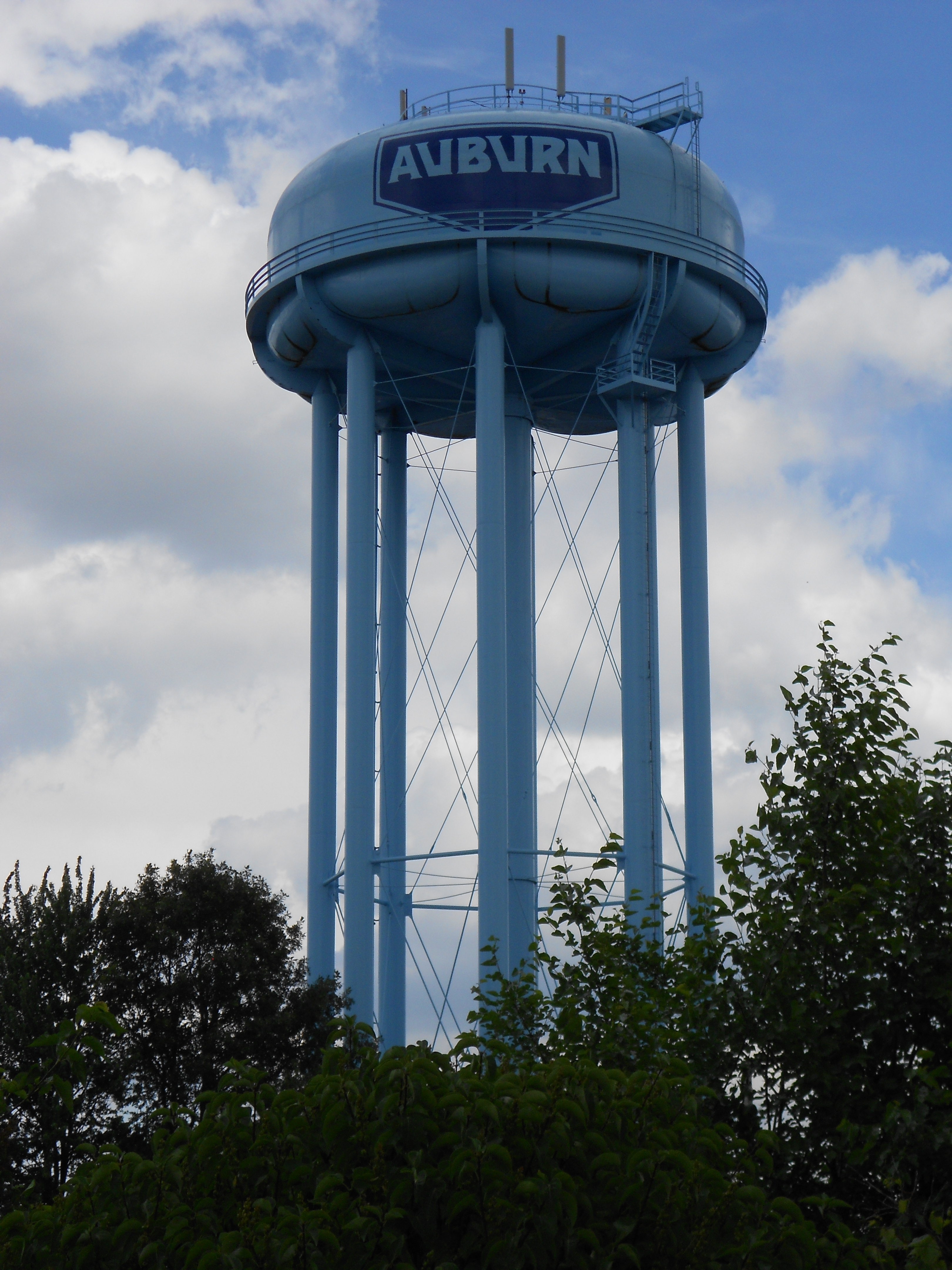
Auburn Water Tower